# 히바 쿠데타
히바 쿠데타(러시아어: Переворот в Хиве)는 1918년 히바 칸국에서 군사 지휘관인 주나드 칸이 쿠데타를 일으켜 아스판디야로프 칸을 물러낸 사건이다. 이 사건은 히바 혁명의 발화선이 되어 이후 수년 동안 격렬한 움직임을 보이게 되었고, 이후 소련의 화레즘 소비에트 사회주의 공화국으로 바뀌게 되었다.

## 배경
1917년 2월 혁명이 일어난 이후, 히바 칸국에서는 자유주의 개혁을 위한 시도가 이루어졌다. 그러나, 보수적인 아스판디야로프 칸은 이러한 개혁 시도를 막았다. 이후 10월 혁명이 일어나 러시아 제국이 무너지고 볼셰비키기 집권하자 히바 칸국 내에서 칸에 대한 불만은 더욱 심화되었다.

## 쿠데타
1918년 봄, 투르크멘 요무드의 지휘관 주나드 칸은 군사 쿠데타를 일으켜 아스판디야로프 칸을 죽이고 히바 칸국의 권력을 장악했다. 조직적인 무장저항은 거의 없었다. 이후 히바 칸국의 칸은 그의 동생인 사이드 압둘라 칸을 허수아비로 내세워 통치하게 되었다.

## 같이 보기
- 히바 혁명
- 히바 칸국
- 아스판디야로프 칸
- 러시아 내전

## 참고 문헌
- К. Б Мухамедбердыев, С. К. Камалов. (1986). 《История Хорезмской революции》. ФАН. 231쪽.